# Rosalind Picard
Rosalind W. Picard, née le 17 mai 1962 dans le Massachusetts, est professeure d'Arts des médias et Sciences au MIT, directrice du Groupe de recherche en informatique affective du MIT Media Lab, et codirectrice du Consortium Things That Think.
En 2005, elle est nommée membre du Institute of Electrical and Electronics Engineers.
Rosalind Picard est considérée comme étant la fondatrice de la branche de l'informatique appelée informatique affective, par la publication de son livre Affective Computing qui insiste sur l'importance qu'a la reconnaissance des émotions pour les relations interpersonnelles et les effets possibles de ce type de perception pour les robots. Ses travaux dans ce domaine se sont étendus à la recherche sur l'autisme et au développement d'appareils qui pourraient aider les humains à reconnaître des nuances dans les émotions humaines.

## Parcours et domaines de recherche
En 1984 elle obtient un Baccalauréat en sciences en génie électrique et un certificat en Informatique du Georgia Institute of Technology. Elle obtient au MIT un Master en 1986 et un Doctorat en 1991, en Génie électrique et Informatique. Sa thèse s'intitulait Texture Modeling: Temperature Effects on Markov/Gibbs Random Fields. Elle est membre du MIT Media Lab depuis 1991, avec un poste de professeure depuis 2005,.

### L'Informatique Affective
Rosalind Picard est chercheuse dans le domaine de l'Informatique affective, elle a créé et dirige le Groupe de recherche en Informatique affective du MIT Media Lab. Ce groupe développe des outils, des technologies et des appareils pour capter, interpréter et traiter les signaux des émotions qui pilotent des systèmes répondant intelligemment aux états émotionnels de l'être humain.
L'aspect principal sur lequel Rosalind centre sa recherche n'est pas la différence entre des états émotionnels « excité » ou « calme », mais sur la différence entre « excité-content » et « excité-contrarié-en colère » qui sont difficiles à reconnaître pour un ordinateur. En 2009, elle cofonde Affectiva, à Waltham, Massachusetts, avec Rana el Kaliouby, une start-up de l'intelligence émotionnelle IA, issue du MIT Media Lab.
Parmi les applications de ses recherches on peut citer les environnements informatiques pour l'apprentissage humain et les technologies d'aide à la communication verbale pour les personnes éprouvant des difficultés de communication liées à l'autisme,. 
Elle coopère aussi avec Sherry Turkle et Cynthia Breazeal dans le domaine des robots sociaux, du traitement d'images, de la reconnaissance de formes, et de l'empathie artificielle,. Ses travaux ont influencé de nombreux domaines au-delà de l'informatique, comme le domaine des jeux vidéo ou le domaine juridique. Le critique Aaron Sloman, la décrit  comme ayant une « vision audacieuse » qui inspirera certains et irritera d'autres.

### Recherche sur l'autisme
Picard a étendu son domaine de recherche à l'autisme. Son équipe utilise une « ESP », pour Prothèse pour la compréhension socio-émotionnelle (en anglais : emotional-social intelligence prosthesis), qui est un outil permettant à une personne autiste de surveiller ses propres réactions faciales afin d'apprendre à les adapter pour qu'elles soient significatives pour d'autres personnes. Cet appareil a une précision de 65 % pour lire l'état émotionnel d'un individu.
Rosalind a révélé des aspects de sa technologies lors du 11e Symposium annuel sur les Interfaces empathiques.

## Religion et Science
Picard dit qu'elle a reçu une éducation athée mais qu'elle s'est convertie au christianisme en devenant adulte. Elle ne croit pas qu'il existe une séparation entre le corps matériel et l'esprit immatériel mais qu'il y a quelque chose d'autre que nous n'avons pas encore découvert. Elle croit aussi que « les scientifiques ne peuvent supposer que quelque chose existe au-delà de ce qu'ils peuvent mesurer ». Elle croit que la vie comporte encore quelque chose en plus, au-delà de ce que nous avons découvert et pense que l'ADN est trop complexe pour avoir été généré par des processus purement aléatoires. Pour elle, la complexité de l'ADN montre « la marque d'une intervention », et « un plus grand esprit, un plus grand scientifique, un plus grand ingénieur derrière ce que nous sommes ».
À son avis, ses croyances religieuses tiennent un rôle dans ses travaux sur l'informatique affective, et elle explique qu'en « creusant dans les modèles de fonctionnement de l’émotion, [elle] trouve qu[’elle] ressen[t] une plus grande admiration et [qu’elle] apprécie encore plus la façon dont nous sommes fait, et en conséquence pour le Fabricant qui a réalisé tout cela ».
Rosalind Picard est l'un des signataires du texte Une dissidence scientifique du Darwinisme qui est une pétition que le  intelligent design movement utilise pour promouvoir le dessein intelligent en essayant de diffuser des doutes sur l'évolution. Bien que sa vision concernant la complexité de l'ADN semble similaire à des arguments autour du dessein intelligent, le journaliste Mirko Petricevic écrit « Picard est réservée à propos du dessein intelligent, et elle dit qu'il n'est pas assez remis en question par les chrétiens et les autres porteur d'une foi ». Elle dit que les médias ont créé un faux dilemme en séparant les personnes en deux groupes, celui des supporteurs du dessein intelligent et celui des supporteurs de l'évolution. Elle ajoute que « le fait de simplement mettre la plupart d'entre nous dans un camp ou un autre dessert grandement la connaissance ».

### Livres
- (en) R. W. Picard, Affective Computing, MIT Press, 1997.
- (en) R. W. Picard, F. Liu, R. Zabih, G. Healey, and M. Swain (Eds.) “Content-Based Access of Image and Video Libraries”, Proceedings of IEEE Workshop, IEEE Computer Society, 1997.
- (en) J. Tao, T. Tan, and R. W. Picard (Eds.), Affective Computing and Intelligent Interaction 2005, Lecture Notes in Computer Science 3784, 2005, Springer-Verlag, Berlin Heidelberg 2005.
- (en) A. Paiva, R. Prada, and R. W. Picard (Eds.), Affective Computing and Intelligent Interaction 2007, Lecture Notes in Computer Science 4738, 2007. Springer-Verlag, Berlin Heidelberg 2007.

### Articles importants
- (en) T.P. Minka and R.W. Picard (1997), "Interactive Learning Using a 'Society of Models'", Pattern Recognition, Volume 30, No. 4, p. 565–581, 1997 (Winner of 1997 Pattern Recognition Society Award).
- (en) B. Kort, R. Reilly and R.W. Picard (2001), "An Affective Model of Interplay Between Emotions and Learning: Reengineering educational Pedagogy-Building a Learning Companion", In Proceedings of International Conference on Advanced Learning Technologies (ICALT 2001), August 2001, Madison, WI (Winner of Best Paper Prize)[22].